# Markham (řeka)
Markham (anglicky Markham River) je řeka ve východní části Papuy Nové Guineje.

## Průběh toku
Pramení v pohoří Finisterres a po 180 km se vlévá do Huonova zálivu. Poblíž jejího ústí se nachází Lae, druhé největší město Papuy Nové Guineje.